# Kanton Chambéry-Sud-Ouest
Der Kanton Chambéry-Sud-Ouest war von 1973 bis 2015 ein französischer Wahlkreis im Département Savoie, die den südwestlichen Teil der Departementshauptstadt Chambéry umfasste. Die landesweiten Änderungen in der Zusammensetzung der Kantone brachten zum März 2015 die Auflösung des Kantons.

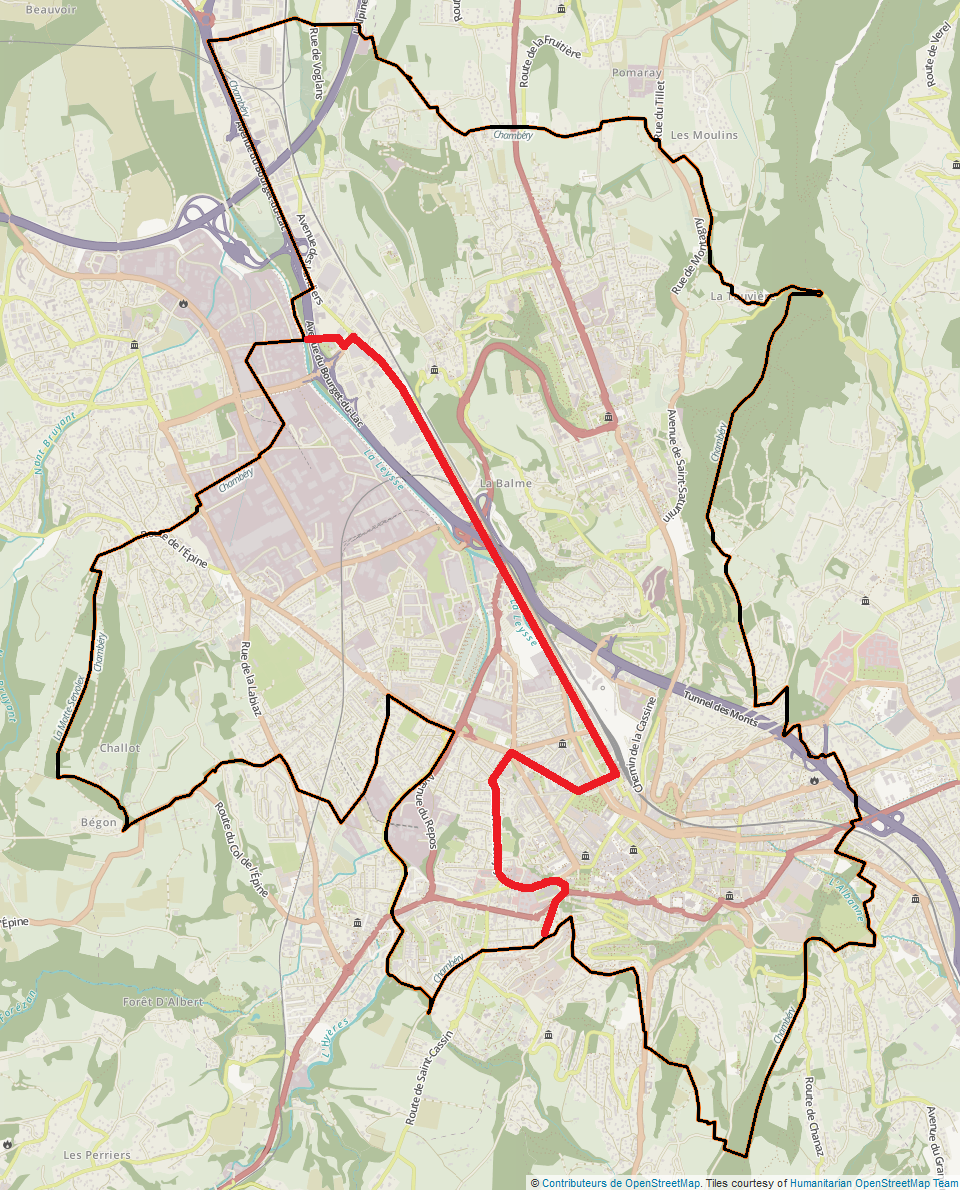
Canton de Chambéry-Sud-Ouest.